# اس‌وای لیبرتی
اس‌وای لیبرتی (به انگلیسی: SY Liberty) یک کشتی بود که طول آن ۲۶۸٫۶ فوت (۸۱٫۹ متر) بود. این کشتی در سال ۱۹۰۸ ساخته شد.